# Ignaz Paderewski
Ignacy Jan Paderewski (på svenska och tyska ofta kallad Ignaz Paderewski), född 18 november 1860 i Kuryłówka, guvernementet Podolien, död 29 juni 1941 i New York, var en framstående pianist, kompositör, politiker och professor vid konservatoriet i Warszawa. 

## Biografi
Paderewski var den förste premiärministern och utrikesminister i det återuppståndna Polen efter första världskriget.

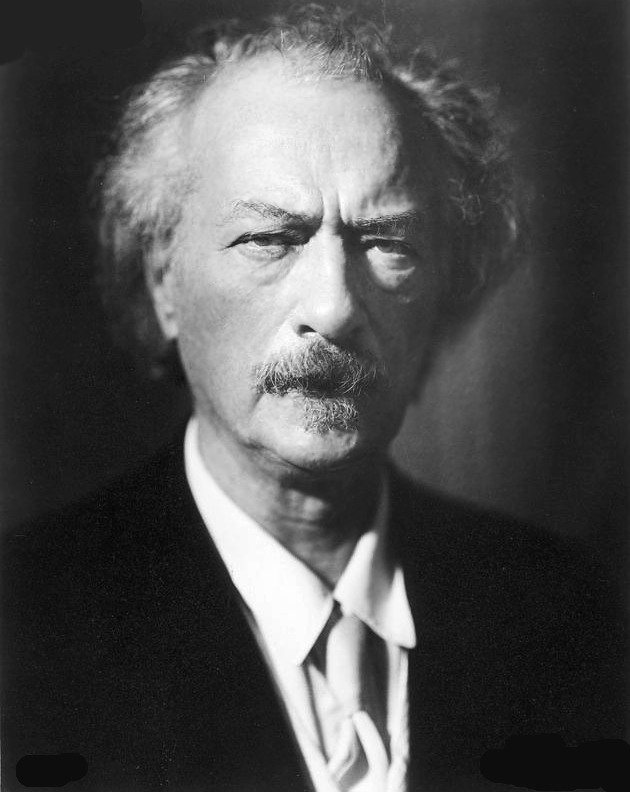
Ignacy Paderewski 1936

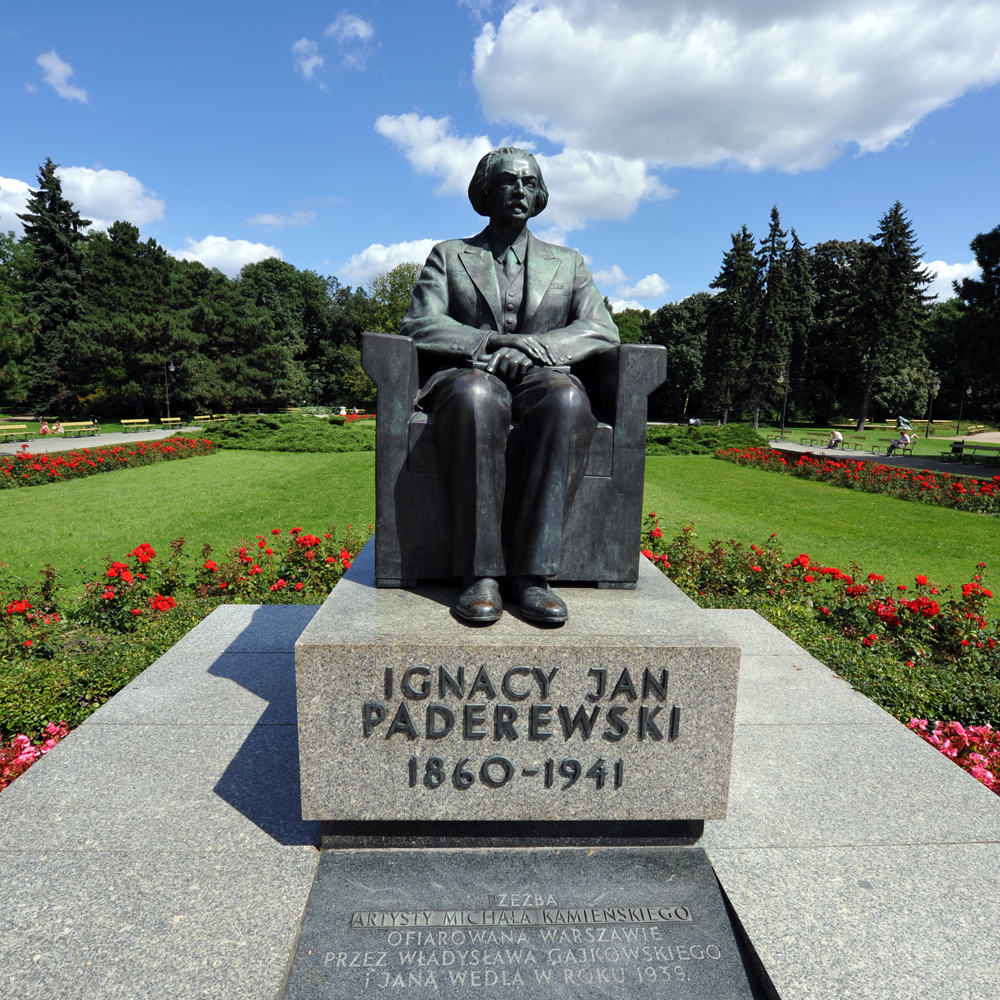
Statyn av Paderewski i Warszawa

Paderewski studerade för Rudolf Strobl i Warszawa, för Friedrich Kiel och Heinrich Urban i Berlin samt för Theodor Leschetizky i Wien under 1880-talet.
En konsert i Wien 1887 blev hans stora genombrott som pianist, och från 1890-talet företog han en mängd konsertresor i Europa och Amerika. Pederewski komponerade en pianokonsert, mindre pianostycken, däribland en mycket spelad menuett, operorna Manru och Sakuntala, två symfonier med mera. Efter första världskriget gav han sig in i politiken, var 1919 polsk ministerpresident och från 1920–21 representant i Nationernas Förbund.
Efter andra världskrigets utbrott ingick Paderewski i den polska exilregeringen i Frankrike. 

## Utmärkelser
- Royal Philharmonic Society Gold Medal,  1897
- Storkorset av Karl III:s orden,  1906
- Hedersdoktor vid Lvivs universitet,  1912
- Hedersdoktor vid Yale University,  1917
- Hedersdoktor vid Jagellonska universitetet,  1919
- Hedersdoktor vid Oxfords universitet,  1920
- Vita örnens orden,  1921
- Hedersdoktor vid Columbia University,  1922
- Hedersdoktor vid University of Southern California,  1923
- Storkors av Leopoldorden,  1924
- Riddare med storkors av Brittiska imperieorden,  1925
- Storkorsriddare av Sankt Mauritius och Sankt Lazarusorden,  1925
- Hedersdoktor vid University of Glasgow,  1925
- Hedersdoktor vid Universitetet i Warszawa,  1926
- Hedersdoktor vid Universitetet i Cambridge,  1926
- Storkors av Hederslegionen,  1929
- Hedersdoktor vid Université de Lausanne,  1933
- Kommendör av Italienska kronorden
- Stjärna på Hollywood Walk of Fame
- Silverkors av Virtuti Militari
- Storkors av Polonia Restituta
- Polska litteraturakademins gyllene lagerblad
- Storofficer av Hederslegionen
- Officer av Hederslegionen

[Redigera Wikidata]